# Jeremy Jackson
Pour les articles homonymes, voir Jackson.
Ne doit pas être confondu avec Jeremy Kent Jackson.
 (avril 2013).
Le contenu est difficilement compréhensible vu les erreurs de traduction, qui sont peut-être dues à l'utilisation d'un logiciel de traduction automatique.
Jeremy Dunn Jackson (né le 16 octobre 1980 à (Newport Beach, en Californie) est un acteur et chanteur américain. Il est principalement connu pour le rôle de Hobie Buchannon dans la série télévisée Alerte à Malibu.

## Carrière
Jackson a travaillé comme musicien tout en étant acteur et a fait plusieurs CD : Number One en 1994, Always en 1995, et You Really Got Me, un single sorti en 1997.
Son rôle le plus célèbre est celui de Hobie Buchannon dans  Alerte à Malibu (saisons 2-9, 1991-1999) et dans Alerte à Malibu : Mariage à Hawaï (2003). C'était le fils de Mitch Buchannon, le héros de la série.
Jeremy Jackson a joué dans le film Dreams de Thomas J. Walton et Vaughn Goland sorti en 2013.
En 2015 il participe à Celebrity Big Brother 15 en Angleterre. Il est exclu du jeu au bout de quatre jours. C'est la première célébrité depuis 2001 à être exclu par Big Brother.

## Vie personnelle
Jackson a admis lors d'une interview qu'il avait un grave problème de drogue au cours de l'époque de Alerte à Malibu. Il attribue en partie sa décision de quitter Alerte à Malibu à ce problème. Après avoir suivi un long séjour dans un centre de désintoxication, Jeremy dit qu'il a vaincu sa dépendance, en restant sobre depuis 2000. Jackson a été invité sur plusieurs talk-show pour parler de sa dépendance à la drogue et de la méthamphétamine à Hollywood. Il participera ainsi à Celebrity Rehab, avec notamment les actrices Sean Young et Bai Ling.
En 2008, une sextape de Jackson et de l'actrice de films pour adultes Sky Lopez a été mise en vente. Jackson a affirmé avoir été menacé physiquement en donnant la cassette aux hommes qui représentaient Lopez.

## Filmographie
- Santa Barbara (1984) Série TV : jeune Derek Griffin (1990)
- Un cri du cœur (Shout) (1991) (V) : Jeune sonneur
- Alerte à Malibu (TV, 1991-1999) : Hobie Buchannon n ° 2
- The Boulkin Trial (1992) (TV) : jeune Michael Boulkin
- Thunder Alley (1994) (TV) Danny
- Baywatch: White Thunder at Glacier Bay (1998) (V) Hobie Buchannon
- Alerte à Malibu : Mariage à Hawaï (Baywatch: Hawaiian Wedding) (2003) (V) Hobie Buchannon
- Ring of Darkness (2004) (V) Xavier
- Confessions of a Teen Idol (2009) (TV) Lui-même
- The Tyra Banks Show (2009) (TV) Lui-même
- The Rachel Ray Show (2009) (TV) Lui-même
- The E! True Hollywood Story: Baywatch (2001) (TV) : lui-même
- The E! True Hollywood Story: David Hasselhoff (2006) (TV) : lui-même
- The Loop G4TV (2006) (TV) : lui-même
- The View ABC (2006) (TV) : lui-même
- The Big Idea avec Donny Deutsch CNBC (2006) (TV) : lui-même
- The Tyra Banks Show (2006) (TV) : lui-même
- Confessions of a Teen Idol - E! Entertainment TV (2006) (TV) : lui-même
- The Untitled Kris Black Project (2010) (V) Caleb
- Celebrity Rehab saison 5 (2011) : lui-même
- Rêves (2013) DJ Smoove